# Festival du film de Motovun

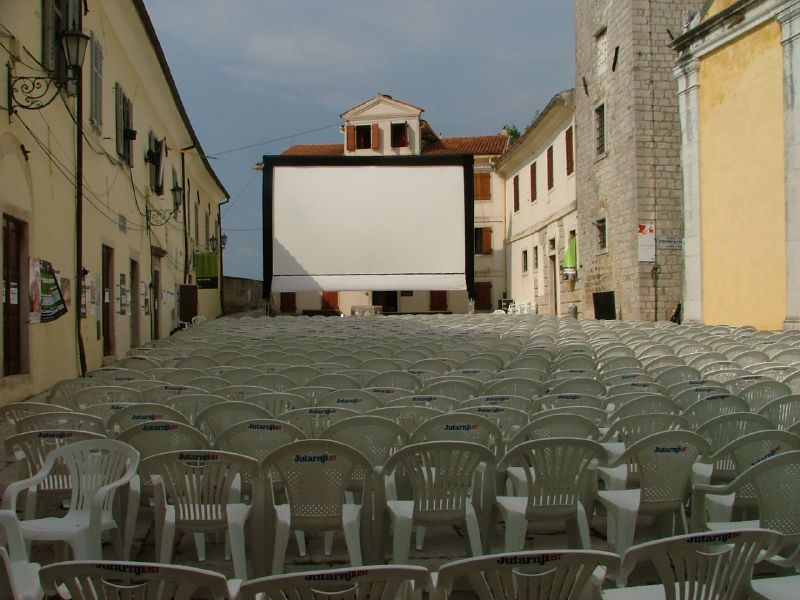
Festival du Film de Motovun (2006, Croatie)

Le festival du film de Motovun est un festival annuel de cinéma créé en 1999 et qui se tient à Motovun, en Croatie.
Le festival se déroule généralement entre cinq et six jours sur une période s'étendant de fin juillet au début août.